# Heterocypris punctata
Heterocypris punctata är en kräftdjursart som beskrevs av Dietmar Keyser 1976. Heterocypris punctata ingår i släktet Heterocypris och familjen Cyprididae. Inga underarter finns listade i Catalogue of Life.